# Catasetum kempfii
Catasetum kempfii är en orkidéart som beskrevs av Dodson och Roberto Vásquez. Catasetum kempfii ingår i släktet Catasetum och familjen orkidéer.
Artens utbredningsområde är Bolivia. Inga underarter finns listade i Catalogue of Life.